# 动物园大亨 (2013年)
《动物园大亨》是由Frontier Developments开发，Microsoft Studios发行的模拟经营游戏，平台为Xbox One和Xbox 360。欧美地区于2013年11月22日发售，中国大陆于2014年9月29日随中国版Xbox One作为首发游戏发售。
微软委托THQ Nordic，在PC通过Steam平台发行《动物园大亨：终极动物合集》及其他4款游戏。

## 游戏设定

### Xbox One版
Xbox One版的《动物园大亨》拥有传统的自由模式（金钱无限），15个小时的任务模式和挑战模式（每个任务关卡大约15分钟）。
同时，游戏也和真实的慈善行为相连，让濒临灭绝的动物们得到需要的帮助，也让玩家获得真正的成就感。Frontier Developments工作室经理Jorg Neumann说：“这并不是象征性的举动，微软一直都在向慈善事业大量捐款，他们非常支持我们的做法。比如说最近肯尼亚的内罗毕国家公园给犀牛搬家，我们可以在游戏中设立成就，让玩家拯救1万头犀牛，然后我们可以根据玩家的行为申请资金，捐助给内罗毕国家公园或者相关慈善基金。”
玩家可以与Xbox LIVE上最多四位好友一起合作或是独自建立、管理和维护动物园。与其他好友一起分享且照顾你的动物，并上传你的创意至云端，增添更多游戏乐趣。通过Kinect功能和易于使用的直觉操控，让动物能辨识玩家声音并对玩家的动作做出反应。

### Xbox 360版
Xbox 360版的《动物园大亨》与Xbox One版的游戏内容基本相同，但是只拥有65种动物，同时，比Xbox One的画面逊色。此版本的游戏只有单人模式
。

## 开发与测试
《动物园大亨》最初在2013年E3游戏展上正式公布，展示了与《动物园大亨2》类似的游戏内容，类似于第一人称视角。同时也展示了新的游戏元素，例如以第一人称视角喂养动物。许多初代《动物园大亨 (2001年)》的经典元素也出现在游戏内
。

### 扩展内容
新的扩展包公布了四种新的动物：马来熊，懒熊，阿拉伯大羚羊和山地紫羚。